# Gunnar Nilsson
Gunnar Nilsson, švedski dirkač Formule 1, * 20. november 1948, Helsingborg, Švedska, † 20. oktober 1978, London, Anglija, Združeno kraljestvo.
Gunnar Nilsson je pokojni švedski dirkač Formule 1. Debitiral je v sezoni 1976 na Veliki nagradi Južne Afrike s Lotusom. Že na svoji tretji dirki za Veliki nagradi Španije je osvojil svojo prvo uvrstitev na stopničke s tretjim mestom. V naslednji sezoni 1977, ki je bila tudi njegova zadnja, je na Veliki nagradi Belgije dosegel edino zmago v svoji kratki karieri. Leta 1978 je umrl za rakom.

## Popolni rezultati Formule 1
(legenda) (odebeljene dirke pomenijo najboljši štartni položaj, poševne pa najhitrejši krog, †-uvrščen kljub odstopu)
| Leto | Moštvo                 | Šasija   | Motor       | 1       | 2       | 3        | 4      | 5       | 6       | 7       | 8       | 9      | 10    | 11      | 12      | 13      | 14      | 15      | 16      | 17      | Prv | Toč |
| ---- | ---------------------- | -------- | ----------- | ------- | ------- | -------- | ------ | ------- | ------- | ------- | ------- | ------ | ----- | ------- | ------- | ------- | ------- | ------- | ------- | ------- | --- | --- |
| 1976 | John Player Team Lotus | Lotus 77 | Cosworth V8 | BRA     | JAR Ret | ZZDA Ret | ŠPA 3  | BEL Ret | MON Ret | ŠVE Ret | FRA Ret | VB Ret | NEM 5 | AVT 3   | NIZ Ret | ITA 13  | KAN 12  | ZDA Ret | JAP 6   |         | 10. | 11  |
| 1977 | John Player Team Lotus | Lotus 78 | Cosworth V8 | ARG DNS | BRA 5   | JAR 12   | ZZDA 8 | ŠPA 5   | MON Ret | BEL 1   | ŠVE 19  | FRA 4  | VB 3  | NEM Ret | AVT Ret | NIZ Ret | ITA Ret | ZDA Ret | KAN Ret | JAP Ret | 8.  | 20  |